# The ABCs of Death
The ABCs of Death è un film del 2012 diretto da vari registi.
Si tratta di un collage horror composto da 26 cortometraggi di registi provenienti da 15 diversi Paesi del mondo.

## Trama
Il film si compone di 26 cortometraggi la cui tematica è la morte. Particolarità di questi cortometraggi è la lettera iniziale della morte. Unendoli tutti, si crea un ordine alfabetico, da cui il titolo.

### I corti
- A is for Apocalypse (scritto e diretto da Nacho Vigalondo): Una donna cerca di sbarazzarsi alla svelta del marito moribondo avendo pochissimo tempo a disposizione.
- B is for Bigfoot (scritto e diretto da Adrian Garcia Bogliano): Una coppietta in attività viene interrotta dalla cuginetta di lui, che non riesce a dormire. La fidanzata dell'uomo le dice che se non dormirà, arriverà il Bigfoot e se la porterà via e le strapperà il cuore. Incredula (la vicenda è ambientata in Messico), la bambina esegue e si mette a dormire. Per la coppietta sembra essere passato il peggio, ma non sanno che un vero mostro li sta aspettando.
- C is for Cycle (scritto e diretto da Ernesto Diaz Espinoza): Un uomo di nome Bruno indaga su un misterioso rumore e viene intrappolato in un giro ciclico di uccisioni.
- D is for Dogfight (Lotta tra cani, scritto e diretto da Marcel Sarmiento): Un uomo viene costretto a lottare contro un cane da combattimento.
- E is for Exterminate (Sterminio, scritto e diretto da Angela Bettis): Un ragno si vendica dell'uomo che ha cercato di ucciderlo.
- F is for Fart (Scorreggia, scritto e diretto da Noboru Iguchi): Un corto di umorismo nero in cui una studentessa giapponese di nome Yoshie, si rifugia dentro la propria insegnante, Yumi, dopo che un pericoloso gas sta distruggendo la Terra.
- G is for Gravity (Gravità, scritto e diretto da Andrew Traucki): Il punto di vista di un uomo che si suicida per annegamento.
- H is for Hydro-Electric Diffusion (Diffusione Idroelettrica scritto e diretto da Thomas Malling): Un corto surreale ambientato nella Seconda Guerra Mondiale, in cui un cane antropomorfo aviatore di nome Bertie (figlio di Winston Churchill) viene prima sedotto e poi torturato da una ballerina-volpe nazista antropomorfa di nome Frau Scheisse.
- I is for Ingrown (Maturato, scritto e diretto da Jorge Michel Grau): Il corto si concentra sul monologo interiore di una donna che sta per essere assassinata dal marito.
- J is for Jidai-geki (scritto e diretto da Yûdai Yamaguchi): Sul set di un film di samurai, un uomo ha appena commesso un seppuku e sta aspettando che il suo aiutante lo decapiti.
- K is for Klutz (scritto e diretto da Anders Morgenthaler): Un cortometraggio a cartone animato in cui una donna viene uccisa in un bagno pubblico dai propri escrementi che non vogliono che lei tiri lo sciacquone.
- L is for Libido (Scritto e diretto da Timo Tjahjanto): Un contest sessuale bizzarro in cui i perdenti vengono uccisi e al vincitore viene riservato un macabro premio.
- M is for Miscarriage (Aborto Spontaneo scritto e diretto da Ti West): Una donna abortisce in un bagno senza sapere cosa sta facendo.
- N is for Nuptials (Nozze, scritto e diretto da Banjong Pisanthanakun): Un uomo regala alla fidanzata, come dono di nozze, un pappagallo. Ma le chiacchiere dell'uccello che rivela le malefatte dell'uomo portano la moglie a un raptus di gelosia con atroci conseguenze.
- O is for Orgasm (scritto e diretto da Bruno Forzani ed Hélène Cattet): Il punto di vista di una coppia che ha un rapporto sessuale, girato tutto in primo piano.
- P is for Pressure (Pressione, scritto e diretto da Simon Rumley): Una prostituta disperata madre di tre bambini accetta di tirare su due soldi partecipando ad un film per amanti del Crush Fetish.
- Q is for Quack (scritto e diretto da Adam Wingard and Simon Barrett): I protagonisti del corto, che ne sono anche registi, cercano un'idea e la trovano facendo uno snuff movie in cui uccideranno veramente un animale, un papero. Ma invece saranno loro a morire.
- R is for Removed (scritto e diretto da Srdjan Spasojevic): La pelle di un uomo viene usata come pellicola per girare un 35 mm.
- S is for Speed (Velocità, scritto e diretto da Jake West): Una rapitrice e la sua vittima cercano di scappare da un uomo che dà la caccia a entrambe.
- T is for Toilet (scritto e diretto da Lee Hardcastle): Corto fatto tutto in stop-motion, in cui una coppia cerca di far usare il W.C. al proprio figlio, che tuttavia si dimostrerà un vero incubo per il bambino.
- U is for Unearthed (Senza Cuore scritto e diretto da Ben Wheatley): Il punto di vista di un vampiro braccato e impalato da una folla inferocita.
- V is for Vagitus (scritto e diretto da Kaare Andrews): In una Vancouver del futuro, una donna viene inseguita da un cyborg colpevole di aver dato alla luce un bambino senza il permesso governativo.
- W is for WTF! (scritto e diretto da Jon Schnepp): Una serie di scene random e volgari, che comprendono zombie, pagliacci, valchirie e anche gli stessi registi che si chiedono quale morte rappresentare con la lettera W.
- X is for XXL (scritto e diretto da Xavier Gens): Una donna sovrappeso è preda della disperazione a causa del suo peso e decide di ricorrere al dimagrimento fai-da-te: rimuovendosi la pelle e il grasso in eccesso con un coltello.
- Y is for Youngbuck (Ometto, scritto e diretto da Jason Eisener): Un bidello pedofilo insegna a un bambino la caccia del cervo. Tempo dopo, il bambino si vendica.
- Z is for Zetsumetsu (Estinzione scritto e diretto da Yoshihiro Nishimura): Una serie di eventi astratti riguardanti visioni dell'Occidente dal punto di vista giapponese. Sono presenti citazioni di vari film, tra cui Il dottor Stranamore.